# La resa del leone
La resa del leone è un romanzo di Osvaldo Soriano. Come spiega l'autore stesso nella nota introduttiva, il titolo è tratto da un verso ormai dimenticato dell'inno nazionale argentino: il "Leone" che si "arrende" è il Regno Unito, sconfitto durante la tentata invasione del 1806-1807. 

## Sintesi
La guerra delle Falkland sconvolge la vita di due argentini, Faustino Bertoldi e Lauri, che si ritrovano quasi malgrado a organizzare una rivoluzione marxista-leninista nell'immaginario Stato africano del Bongwutsi controllato dai britannici. 

## Personaggi
I due protagonisti, molto diversi tra loro, sono accomunati dalla loro condizione di esuli.
- Bertoldi, già segretario del console argentino nel Bongwutsi, dopo la scomparsa di quest'ultimo ne ha usurpato la carica; dopo aver assistito alla lenta agonia e alla morte della moglie, è diventato l'amante della moglie dell'ambasciatore inglese, finché l'annuncio improvviso dell'invasione argentina delle Falkland non interrompe bruscamente il loro rapporto. Diventato improvvisamente nemico dei britannici, Bertoldi è confinato nel suo consolato, circondato da una 'fascia d'interdizione'; con un soprassalto d'orgoglio, decide di dare ospitalità a un dinamitardo irlandese, O'Connor, che sta preparando l'insurrezione armata del popolo Bongwutsi contro l'imperatore e i britannici.
- Lauri è un militante comunista in fuga dal regime dittatoriale argentino. All'inizio del romanzo lo troviamo in Svizzera, dove la sua domanda d'asilo viene respinta: qui entra in contatto con una bizzarra figura di guerrigliero africano, Michael Quomo, che approfittando della guerra delle Falkland vuole tornare al potere nel suo Bongwutsi, e ha mandato O'Connor a precederlo. Tra la Svizzera e Parigi, Quomo coinvolgerà Lauri in una serie di rocambolesche avventure, vera parodia della letteratura spionistica della guerra fredda.

## Edizioni
- Osvaldo Soriano, La resa del leone, traduzione di Vittoria Martinetto, Angelo Morino, collana La Scala, Rizzoli, 1988,  p. 230, ISBN 88-17-67782-5.